# Хайнрих фон Папенхайм
Хайнрих I (XI) фон Папенхайм (на немски: Heinrich (I/XI) von Pappenheim; * ок. 1400/пр. 1413; † 1482 или 1484) е имперски наследствен маршал на Папенхайм в Бавария, императорски съветник и основател на линията Папенхайм в Алгой и Щюлинген.

## Биография
Той е вторият син на Хаупт II фон Папенхайм († 1438) и първата му съпруга Корона фон Ротенщайн († 1412/1414/1419), дъщеря на Конрад фон Ротенщайн, губернатор на Матзиз († 1409) и Урсула фон Хатенберг († сл. 1384). Баща му се жени втори път за Барбара фон Рехберг († 1460). Брат е на Конрад II/III († 1482), основател на линията Грефентал, и Йохан († 1438), домхер в Айхщет. Полубрат е на Бернхард, домхер в Айхщет, Рудолф, пфлегер цу Донаувьорт, и на Георг I († 1485), маршал на Папенхайм, основател на линията Тройхтлинген.
През 1436 г. Хайнрих получава от баща си, заедно с брат му Конрад II/III фон Папенхайм, владението на дворец Шпилберг на Ханенкам, също собствености в Швейнспойнт.
През 1439 г. той е амтман на Вайсенбург в Бавария. През 1444 г. при конфликт с граф Йохан фон Йотинген той загубва дворец Шпилберг.
Фридрих II от Саксония прави Хайнрих през 1446 г. свой съветник. Като императорски съветник той участва в имперските събрания във Франкфурт, Регенсбург и Улм.
През 1452 г. Хайнрих е в свитата на император Фридрих III за Рим, за да присъства там в императорската коронизация. На моста на Тибър в Рим Хайнрих, заедно с други придружители на императора, е направен рицар.
През 1458 г. той е пфлегер на имперския град Донаувьорт и безуспешно защитава града от Лудвиг Богатия от Бавария-Ландсхут. В битката при Гинген против Лудвиг Богатия имперската войска губи и Хайнрих попада в плен, освободен е без да плати пари за освобождаване.
След неговата смърт собствеността му е поделена от двамата му сина Вилхелм I и Александер I.

## Фамилия
Хайнрих фон Папенхайм се жени на 30 юли 1413 г. за Анна фон Абенсберг († сл. 1432), дъщеря на Йобст фон Абенсберг († 29 август 1428) и Агнес фон Шаунберг († сл. 10 август 1412). Те имат децата:
- Урсула фон Папенхайм, омъжена за Файт фон Леонрод
- Барбара фон Папенхайм († сл. 1456), омъжена за Лутц фон Ротенхан († 1481)
- Корона фон Папенхайм († 1464), монахиня в Айхщет
- Хаупт III фон Папенхайм († 1479), следва 1453 в университета в Базел, домхер в Айхщет (1467 – 1477) и Регенсбург
- Георг фон Папенхайм
- Каспар фон Папенхайм († 4 януари 1511), военна служба и пътува дълго време. Той подарява Папенхаймския олтар в катедралата на Айхщет, домхер в Айхщет от 1477, след брат му Хаупт III
- Кристоф фон Папенхайм (* 1433; † 1470), убит при Улм, участва с баща си 1452 г. в коронования поход на Фридрих III в Ром, при когото е на служба 1453 г. и става рицар на Лебедовия орден
- Хайнрих XII фон Папенхайм († 24 март 1511), имперски пфлегер на Донаувьорт и фогт на Аугсбург. През 1486 г. става рицар във Франкфурт, женен за Анна фон Хюрнхайм, бездетен
- Вилхелм фон Папенхайм I († между 1 януари и 4 април 1508), господар на Ротенщайн-Калден, 1458 г. фогт и хауптман в Аугсбург, женен за Магдалена фон Рехберг († 1508)
- Александер фон Папенхайм I (* 1435; † 1511), женен за Барбара фон Алербах